# Леонхардт, Дэвид
Дэвид Леонхардт (англ. David Leonhardt; род. 1 января 1973, Манхэттен, Нью-Йорк, США) — журналист. Старший писатель газеты The New York Times. В 2011 году получил Пулитцеровскую премию за комментарий.

## Ранний период жизни
Родился 1 января 1973 года в Манхэттене, Нью-Йорк. Его отец — еврей, а мать — белая англосаксонская протестантка. В 1990 году Леонхардт окончил Школу Горация Манна, а в 1995 году получил степень бакалавра наук в области прикладной математики в Йельском университете. Он также был главным редактором Yale Daily News.

## Карьера
До 1999 года работал в Business Week и The Washington Post. В 1998 году получил Премию Питера Лисагора от Chicago Headline Club в категории «Деловая журналистика» за статью в Business Week о проблемах McDonald's.
В 1999 году присоединился к The New York Times (NYT). В 2009 году получил Премию Джеральда Леба в категории «Журналы» за статью англ. Obamanomics в The New York Times Magazine. В 2007 и 2009 годах был победителем конкурса «Лучший в деловой журналистике» Общества американских бизнес-редакторов и писателей. В 2010 году стал финалистом Пулитцеровской премии за комментарий за свои экономические колонки. В апреле 2011 года получил Пулитцеровскую премию за комментарий.
В сентябре 2011 года стал главой вашингтонского бюро NYT. В конце 2013 года ушёл с поста, став ответственным редактором сайта The Upshot, принадлежащего NYT.
В 2016 году Леонхардт присоединился к отделу NYT «Мнение», где он вёл колонку и подкаст англ. The Argument. В 2020 году стало известно о том, что Леонхардт станет писателем и ведущим информационного бюллетеня NYT англ. The Morning.